# OpenVINO
OpenVINO toolkit (Open Visual Inference and Neural network Optimization) és un conjunt d'eines gratuït que facilita l'optimització d'un model d'aprenentatge profund a partir d'un marc i el desplegament mitjançant un motor d'inferència al maquinari Intel.  El conjunt d'eines té dues versions: OpenVINO toolkit, que és compatible amb la comunitat de codi obert i Intel Distribution of OpenVINO toolkit, que és compatible amb Intel. OpenVINO va ser desenvolupat per Intel. El conjunt d'eines és multiplataforma i gratuït per utilitzar-lo amb la llicència Apache versió 2.0. El conjunt d'eines permet un enfocament d'escriptura una vegada i desplegament en qualsevol lloc per als desplegaments d'aprenentatge profund en plataformes Intel, com ara CPU, GPU integrada, VPU Intel Movidius i FPGA.
El pipeline d'alt nivell d'OpenVINO consta de dues parts: generar fitxers IR (Representació intermèdia) mitjançant Model Optimizer utilitzant el model entrenat o públic i executar inferències al motor d'inferència en connectors especificats (CPU, Intel Processor Graphics, VPU, GNA, Multi- Connector de dispositiu, connector heterogeni).
L'Optimitzador de models del conjunt d'eines és una eina multiplataforma que transforma un model entrenat del marc original al format OpenVINO (IR) i l'optimitza per a futures inferències sobre dispositius compatibles. Com a resultat, Model Optimizer produeix dos fitxers: *.bin i *.xml, que contenen pesos i estructures de model respectivament.
El motor d'inferència Arxivat 2022-01-24 a Wayback Machine. del conjunt d'eines és una biblioteca C++ per inferir entrada als dispositius i obtenir resultats. Per entendre millor l'API d'OpenVINO, hi ha moltes mostres que mostren com treballar amb OpenVINO.